# Tang Shunzong
Kaiser Shunzong von Tang (* Februar bis März 761; † 11. Februar 806, persönlicher Name Li Song) war ein Kaiser der chinesischen Tang-Dynastie. 

## Leben
Li Song wurde 761 während der Regierungszeit seines Urgroßvaters Kaiser Suzong im Ostpalast (d. h. dem Palast seines Großvaters Li Yu, dem damaligen Kronprinzen) in der Hauptstadt der Tang-Dynastie, Chang’an, geboren. Sein Vater Li Kuo war Li Yus ältester Sohn, und er selbst war Li Kuos ältester Sohn. Seine Mutter war Li Kuos Gemahlin Wang (die später Kaiserin wurde). Schon früh in seinem Leben wurde er zum Prinzen von Xuancheng ernannt.  Im Jahr 779, nach dem Tod von Li Yu (der damals Kaiser war, als Kaiser Daizong) und Li Kuos Aufstieg (als Kaiser Dezong), wurde Li Song zum Prinzen von Xuan ernannt. 780 wurde er zum Kronprinzen ernannt und 805 nach dem Tod seines Vaters Kaiser Dezong, dessen ältester Sohn er war, zum Kaiser. Seine Regierungszeit dauerte weniger als ein Jahr, da die mächtigen Eunuchen ihn aufgrund seiner Krankheit dazu bringen konnten, eine Thronübergabe an seinen Sohn Li Chun zu genehmigen, der den Thron als Kaiser Xianzong bestieg. Kaiser Shunzong wurde mit dem Titel Taishang Huang (Kaiser im Ruhestand) geehrt. Er starb 806, wobei einige spätere Historiker vermuteten, dass er von den Eunuchen ermordet wurde, die die Nachfolge von Kaiser Xianzong arrangierten.
Während seiner kurzen Regierungszeit beschäftigten Kaiser Shunzong und seine engen Mitarbeiter Wang Shuwen und Wang Pi Personen wie Liu Zongyuan, Liu Yuxi, Han Ye (韓瞱) und Han Tai (韓泰), um zu versuchen, die Verwaltung zu reformieren und zu verjüngen. Seine Reformen, die darauf abzielten, die imperiale Macht über regionale Kriegsherren und Eunuchen zu stärken, wurden später als Yongzhen-Reformation (永貞革新) bekannt, benannt nach seinem Äranamen Yongzhen. Während die Gefährten von Kaiser Shunzong nach seiner Thronbesteigung an Macht verloren, war Kaiser Xianzongs darauffolgende Regierungszeit für die Wiederbelebung der imperialen Macht bekannt.